# My Holo Love
My Holo Love (hangul: 나 홀로 그대) (bra: Holo, Meu Amor) é uma série de televisão sul-coreana de 2020 estrelada por Yoon Hyun-min e Ko Sung-hee. Foi lançado na Netflix em 7 de fevereiro de 2020.

## Sinopse
Por causa de sua prosopagnosia (incapacidade de reconhecer rostos), Han So-yeon decidiu viver uma vida reclusa. Mas tudo isso muda quando ela começa a usar o programa de IA Holo, cuja aparência é a mesma do desenvolvedor, Go Nan-do. Este último lentamente se apaixona por So-yeon, usuária do programa, mas sua personalidade fria, que contrasta é e oposta com a de Holo, não está a seu favor.

## Elenco

### Principal
- Yoon Hyun-min como Go Nan-do/Holo[5]
- Ko Sung-hee como Han So-yeon[5]
  - Kim Ha-yeon como So-yeon jovem

### De apoio
- Choi Yeo-jin como Go Yoo-jin
- Hwang Chan-sung como Baek Chan-sung
- Lee Jung-eun como mãe de So-yeon
- Kang Seung-hyun como Yoo-ram
- Kim Yong-min como assistente
- Kim Soo-jin como mãe de Nan-do
- Son Jong-hak como Nam Gi-ho
- Yang Dae-hyuk como Lee Dong-shik
- Jung Young-ki como Jo Jin-seok
- Jung Yeon-joo como Detetive Ji-na
- Nam Myung-ryul como Baek Nam-gyu
- Gong Min-jeung como Choi Seung-kwon
- Lee Yoo-mi como Ji-hye

### Participações especiais
- Lee Ki-chan como Yeon Gang-woo (Ep. 1–4)
- Kim Yong-man (Ep. 3 e 8)
- Baek Jin-hee (Ep. 6, voz)
- Ahn Hye-kyung como Alice (Ep. 6 (voz) e 10)

## Episódios
| N.º | Título        | Dirigido por                 | Escrito por                                  | Lançamento             |
| --- | ------------- | ---------------------------- | -------------------------------------------- | ---------------------- |
| 1   | "Episódio 1"  | Lee Sang-yeop                | Ryu Yong-jae, Kim Hwan-chae & Choi Sung-joon | 7 de fevereiro de 2020 |
| 2   | "Episódio 2"  | Lee Sang-yeop                | Ryu Yong-jae, Kim Hwan-chae & Choi Sung-joon | 7 de fevereiro de 2020 |
| 3   | "Episódio 3"  | Lee Sang-yeop                | Ryu Yong-jae, Kim Hwan-chae & Choi Sung-joon | 7 de fevereiro de 2020 |
| 4   | "Episódio 4"  | Lee Sang-yeop                | Ryu Yong-jae, Kim Hwan-chae & Choi Sung-joon | 7 de fevereiro de 2020 |
| 5   | "Episódio 5"  | Lee Sang-yeop                | Ryu Yong-jae, Kim Hwan-chae & Choi Sung-joon | 7 de fevereiro de 2020 |
| 6   | "Episódio 6"  | Lee Sang-yeop & Yoon Jong-ho | Ryu Yong-jae, Kim Hwan-chae & Choi Sung-joon | 7 de fevereiro de 2020 |
| 7   | "Episódio 7"  | Lee Sang-yeop & Yoon Jong-ho | Ryu Yong-jae, Kim Hwan-chae & Choi Sung-joon | 7 de fevereiro de 2020 |
| 8   | "Episódio 8"  | Lee Sang-yeop & Yoon Jong-ho | Ryu Yong-jae, Kim Hwan-chae & Choi Sung-joon | 7 de fevereiro de 2020 |
| 9   | "Episódio 9"  | Lee Sang-yeop & Yoon Jong-ho | Ryu Yong-jae, Kim Hwan-chae & Choi Sung-joon | 7 de fevereiro de 2020 |
| 10  | "Episódio 10" | Lee Sang-yeop & Yoon Jong-ho | Ryu Yong-jae, Kim Hwan-chae & Choi Sung-joon | 7 de fevereiro de 2020 |
| 11  | "Episódio 11" | Lee Sang-yeop & Yoon Jong-ho | Ryu Yong-jae, Kim Hwan-chae & Choi Sung-joon | 7 de fevereiro de 2020 |
| 12  | "Episódio 12" | Lee Sang-yeop & Yoon Jong-ho | Ryu Yong-jae, Kim Hwan-chae & Choi Sung-joon | 7 de fevereiro de 2020 |

## Trilha sonora
| My Holo Love (Music from the Netflix Original Series) |                                                        |         |         |  |
| N.º                                                   | Título                                                 | Artista | Duração |  |
| 1.                                                    | "Eyes on You" (Feat. Jackson Lundy)                    |         | 2:38    |  |
| 2.                                                    | "Paradise" (Feat. Ninos)                               |         | 3:35    |  |
| 3.                                                    | "You Are The Only One" (Feat. Elaine)                  |         | 4:48    |  |
| 4.                                                    | "Love Again" (Feat. KLAZY)                             |         | 4:18    |  |
| 5.                                                    | "White Clouds" (Feat. Soullette)                       |         | 3:14    |  |
| 6.                                                    | "Shining Stars" (Feat. PlayJ)                          |         | 3:48    |  |
| 7.                                                    | "Fly Away" (Feat. HANAJIN)                             |         | 3:12    |  |
| 8.                                                    | "Opening Title"                                        |         | 0:32    |  |
| 9.                                                    | "Another Day"                                          |         | 2:13    |  |
| 10.                                                   | "Way Back Home"                                        |         | 3:45    |  |
| 11.                                                   | "An Ordinary Day"                                      |         | 2:29    |  |
| 12.                                                   | "Got To Know You"                                      |         | 2:59    |  |
| 13.                                                   | "On The Road"                                          |         | 2:44    |  |
| 14.                                                   | "Alone"                                                |         | 2:40    |  |
| 15.                                                   | "Car Chasing"                                          |         | 2:05    |  |
| 16.                                                   | "Holo Fantasy"                                         |         | 1:39    |  |
| 17.                                                   | "Did I Do"                                             |         | 1:34    |  |
| 18.                                                   | "When I See You"                                       |         | 3:41    |  |
| 19.                                                   | "Adore You"                                            |         | 2:34    |  |
| 20.                                                   | "Simple Things"                                        |         | 2:41    |  |
| 21.                                                   | "Truth Is"                                             |         | 2:04    |  |
| 22.                                                   | "Dream In A Dream"                                     |         | 2:36    |  |
| 23.                                                   | "Same Time"                                            |         | 2:07    |  |
| 24.                                                   | "Before You Go"                                        |         | 3:26    |  |
| 25.                                                   | "Lose Control"                                         |         | 3:49    |  |
| 26.                                                   | "Emotion"                                              |         | 2:01    |  |
| 27.                                                   | "Imperfect"                                            |         | 2:30    |  |
| 28.                                                   | "Faded"                                                |         | 2:43    |  |
| 29.                                                   | "Conflict"                                             |         | 3:26    |  |
| 30.                                                   | "Into The Light"                                       |         | 2:33    |  |
| 31.                                                   | "Stride La Vampa (de Il Trovatore)" (Feat. Shin Della) |         | 2:45    |  |

## Produção
Para escrever a história da série, o roteirista Ryu Yong-jae ficou inspirado depois de ver o programa de computador AlphaGo vencer o ex-jogador profissional de go, Lee Sedol, durante a partida histórica dos dois em 2016.<